# نوسكابين
النوسكابين
(يعرف أيضا ب الناركوتين، نيكتودون، نوسبين، اناركوتين «اسم قديم»، اوبيان «من أسرة الخشائش»)
هو من مجموعة بنزيل ليسنوكوينولين الكلويد (benzylisoquinoline alkaloid) أي أنه مركب مورفيني مستخرج من إحدى نباتات عائلة الخشائش، ولا يملك خاصية تسكين الألم. هذا المركب يستخدم بشكل أولي لعلاج وتخفيف السعال.

## الاستخدامات العلاجية
النوسكابين يستخدم كدواء مضاد للسعال. تبعاً للتوجيهات الهولندية 2012، لا ينصح باستخدامه لعلاج السعال.

## الآثار الجانبية
- فقدان التنسيق والتركيز.
- هلوسة (ٍسماعية ونظرية).
- فقد الرغبة الجنسية.
- انتفاخ في البروستات.
- فقد الشهية.
- اتساع بؤبؤ العين.
- زيادة في ضربات القلب.
- رجفة وشد عضلي.
- وجع في الصدر.
- زيادة في الانتباه.
- فقدان الرغبة بالنوم.
- فقدان الرؤية المجسمة.

## التعارضات \ التفاعل مع أدوية أخرى
النوسكابين يزيد من مفعول بعض المواد المهدئة كالكحول والمنومات.
هذا الدواء يمنع استخدامه مع أي مثبط اكسيداز أحادي الأمين (MAO inhibitor)، لأنه قد يسبب آثار جانبية خطيرة قد تؤدي إلى الموت.
بالإضافة إلا أنه يمنع أخذ هذا الدواء مع الورفارين (وارفارين)لأنه قد يؤدي إلى زيادة ميوعة الدم.

## طريقة العمل
نوسكابين هو مضاد سعال له آثار تظهر بشكل أساسي على أنها محفزة لعمل مستقبلات الفا، الأدلة على ذلك ظهرت على تجربة كانت على الأرانب.
المعالجة من قبل أخذ النسكابين بدواء ريمكازول (Rimcazole)الذي يعتبر مثبط لمستقبلات الفا- قد يسبب تقليل آثار النوسكابين على السعال التابع لزيادة جرعته.

## تحليل الشكل البنائي
حلقة اللاكتون غير مستقرة وقابلة للفتح في وسط قلوي، عكس ذلك سيتم في الوسط الحمضي.الرابط بين C1-C3 أيضا غير مستقر، هذا الرابط يصل بيت ذرتين الكربون النشطتين.
في المحاليل المائية لحمض الكبريتيك مع الحرارة إنه سيتجزء إلى كوتارينين
(cotarnine (4-methoxy-6-methyl-5,6,7,8-tetrahydro-[1,3]dioxolo[4,5-g]isoquinoline وحمض الأوبيك 6-formyl-2,3-dimethoxybenzoic acid.
عندما يختزل النوسكابين بواسطة الزينك\الهيدرو الكلورايد، الروابط C1-C3 تتشبع والمركب يتجزئ إلى هيدروكوتارين
((2-hydroxycotarnine) والميكونين meconine (6,7-dimethoxyisobenzofuran-1(3H)-one.

## التاريخ
في البداية نوسكابين تم اسخراجه ودراسة مركبه الكيميائي وخصائصه في عام 1817 تحت مجموعة الناركوتين  بواسطة العالم الفرنسي بايري روبيكيت الذي كان يعيش في باريس. روبيكيت حسن خلال العشرين عاما بين 1815 و 1835 طريقة استخلاص المورفين وفصله، وخلال عام 1832 استخلص مادة جدا مهمة من الحشيش الخام الذي يسمى بالكوديين الذي يعد الآن واحد من أكثر المهدئات استعمالا.

## المجتمع والحضارة

### الاستخدام الترفيهي
هنالك تقارير تقول أن النوسكابين يمكن صرفه بلا وصفه طبية في بعض الصيدليات حيث أن بعض الناس يسيؤون استخدامه في الترفيه عن أنفسهم.التقارير تقول أيضا أن أثره يبدأ بعد 45-120 دقيقة من تناوله وهذه الآثار تشبه تأثير دواء ال ديكستروميثورفان والكحول. ولكن النوسكابين يعمل بطريقة غير تلك التي يعمل بها الدكستروميثورفان حيث أنه لا يعمل على إغلاق المستقبل NMDA.

### النوسكابين في الهروين
النوسكابين يستطيع تخطي عملية تصنيع الهروين بنجاح ومن الممكن أيضا أن نجده في الهروين المهرب في الشوارع. هذه المعلومة تهم القانونين حيث أن كمية الشوائب في الهروين يمكن أن تدل على مصدر الهروين. في سنة 2003 في منطقة فلين Liège في بلجيكا وصل متوسط تركيز النوسكابين في الهروين إلى 8 %.
النوسكابين أيضا يمكن أن يستخدم للتعرف على مستخدمين هروين الشوارع في نفس الوقت الذي يستخدمون فيه الديامورفينdiamorphine، وهو دواء يحتاج لوصفة طبية.
بما أن الديامورفين في هروين الشوارع هو نفسه المستخدم في المجال الصيدلاني على أنه ديامورفين، اختبار الشوائب الموجودة بهروين الشوارع هي الطريقة الوحيدة لكشف إن كان الشخص يستخدم الهروين أم لا.هنالك أيضا شوائب يمكن فحصها عن طريق عينات البول إضافة للنوسكابين مثل استيل كوديين وال بابافارين.
النوسكابين يتحلل في الجسم ونادرا ما يمكن إيجاده في البول، ولكن المركبين الأوائل الناتجين عن عملية أيضه إلا وهما الكوتارين والميكوكاين يمكن إيجادهم في البول.
عملية كشفهم تحصل بواسطة جهاز الطيف المعتمد على الغاز الملون والكتلة أو جهاز الطيف المعتمد على السوائل الملونة ويمكن للعلماء إيجاده بطرق حديثة أخرى.

## الأبحاث
حاليا النوسكابين يدرس تأثيره كمضاد للكتل غير الحميدة (السرطان) في الإنسان على نماذج الحيوانات.